# Mahasz
De Magyar Hangfelvétel-kiadók Szövetsége (afgekort als Mahasz) (Nederlands: Vereniging van Hongaarse Platenuitgevers) is de vereniging van de grote platenlabels in de Hongaarse muziekindustrie. Mahasz is opgericht in 1992. 
Net als andere nationale verenigingen van platenlabels houdt Mahasz zich vooral bezig met het handhaven van de rechten van haar leden met betrekking tot het uitgeven van platen tegen illegale distributie van muziek. Daarnaast zorgt Mahasz ervoor dat hun inkomsten uit royalty's worden veiliggesteld en verdeeld.
Mahasz reikt de Hongaarse muziekprijzen uit, kent certificaten voor muziekopnames toe en beheert de hitlijsten voor Hongarije. Mahasz is lid van de International Federation of the Phonographic Industry (IFPI).